# 다카키세촌
다카키세촌(高木瀬村)은 사가현 사가군에 있던 촌이다. 현재의 사가시의 일부에 해당한다.

## 지리
사가평야의 중앙부, 다부세강 동쪽 기슭에 위치했다.

## 역사
- 1889년 4월 1일 - 정촌제 시행에 의해 사가군 다카키세촌이 성립하였다.
- 1954년 3월 31일 - 사가시에 편입해 폐지되었다.

## 교통
1912년, 사가역을 기점으로 마을을 남북으로 종단하여 가와카미촌 도토성까지 경편철도가 개통되었고, 그후 1929년, 전철, 1937년, 버스로 전환되었다.

## 참고문헌
- 角川日本地名大辞典 41 佐賀県
- 『市町村名変遷辞典』東京堂出版、1990年。